# Municipio de Roberts (Arkansas)
El municipio de Roberts (en inglés: Roberts Township) es un municipio ubicado en el condado de Jefferson en el estado estadounidense de Arkansas. En el año 2010 tenía una población de 356 habitantes y una densidad poblacional de 3,69 personas por km².

## Geografía
El municipio de Roberts se encuentra ubicado en las coordenadas 34°26′22″N 91°45′27″O / 34.43944, -91.75750. Según la Oficina del Censo de los Estados Unidos, el municipio tiene una superficie total de 96.57 km², de la cual 83,76 km² corresponden a tierra firme y (13,26 %) 12,8 km² es agua.

## Demografía
Según el censo de 2010, había 356 personas residiendo en el municipio de Roberts. La densidad de población era de 3,69 hab./km². De los 356 habitantes, el municipio de Roberts estaba compuesto por el 69,1 % blancos, el 26,97 % eran afroamericanos, el 0,84 % eran amerindios, el 0,28 % eran de otras razas y el 2,81 % eran de una mezcla de razas. Del total de la población el 2,81 % eran hispanos o latinos de cualquier raza.